# Чомчом
Чомчом інші назви чом чом, чам чам, чум чум (англ. Chomchom; бенг. চমচম) — традиційні бенгальські ласощі. Є дуже поширеним та популярним десертом у Бангладеші, у східній частині Індії та Пакистані. Ці солодощі вкриті кокосовою стружкою та переважно світло-рожевого, світло-жовтого чи білого кольорів.

## Основні інгредієнти
Основними складниками чом чом є молоко, борошно, вершки, цукор, шафран, лимонний сік та кокосові пластівці.

## Галерея

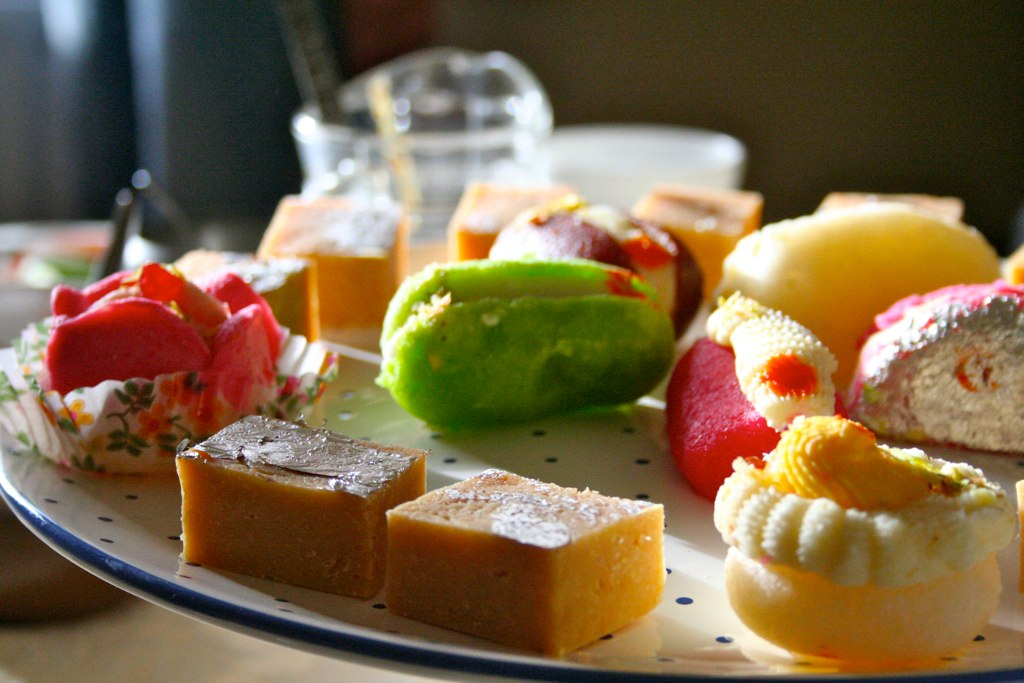
Дитячі індійські ласощі
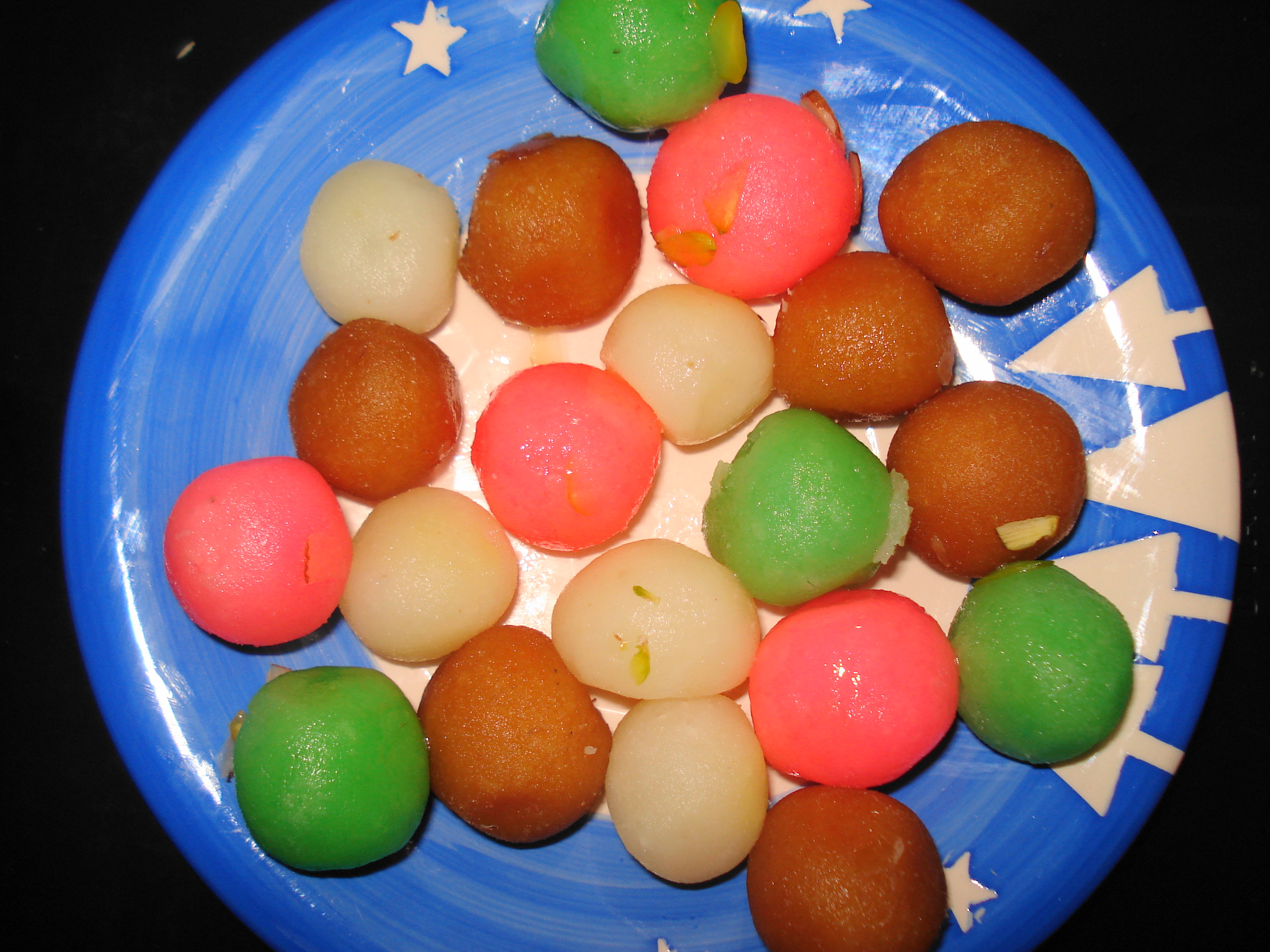
Кольорові дитячі Чам чам
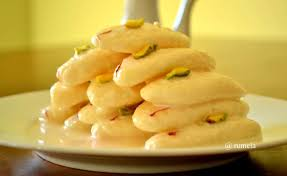
Чум чум
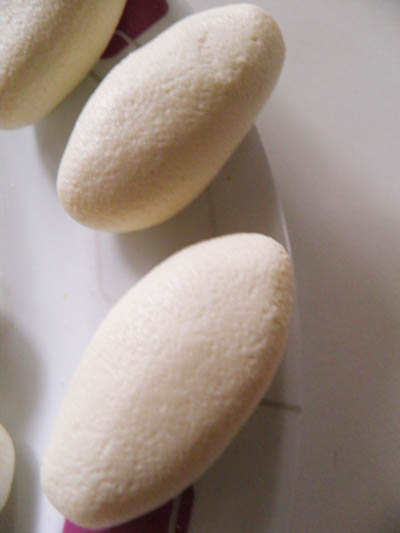
Солодкий десерт
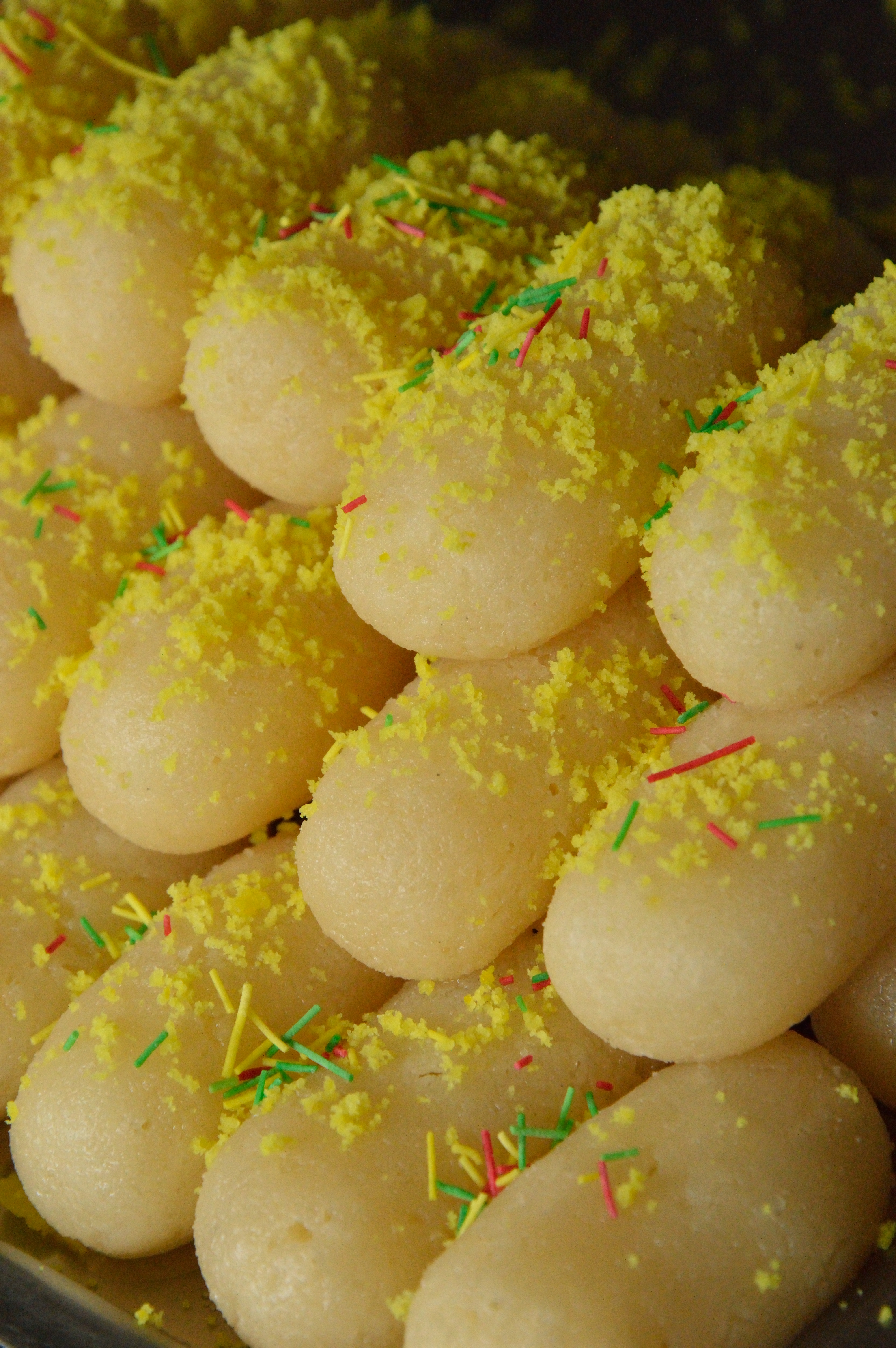
Чомчом з бананом
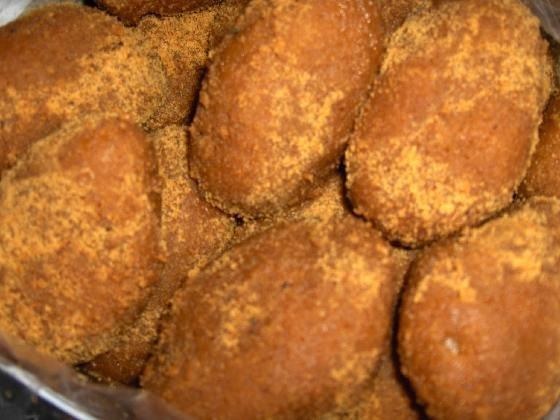
Чом чом
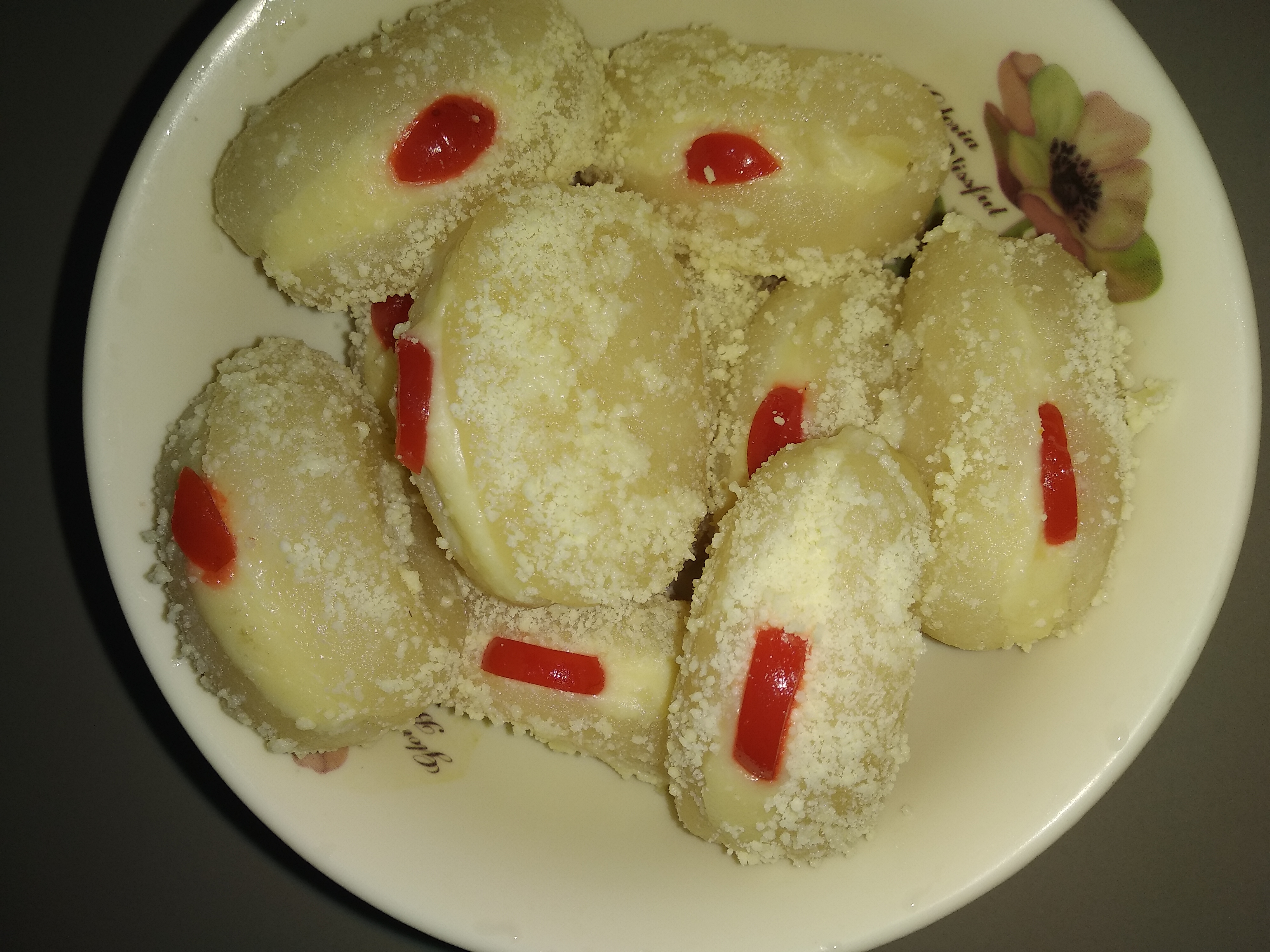
Вишня Чомчом